# Výplata (sbírka povídek)
Výplata (anglicky Paycheck and Other Classic Stories) je knižní sbírka vědeckofantastických povídek či novelet amerického spisovatele Philipa K. Dicka, která vyšla v roce 2003.
Česky sbírku vydalo nakladatelství Baronet v roce 2004.

## Obsah
Sbírka obsahuje následující povídky/novelety:
- Výplata (1953, angl. Paycheck)
- Chůva (1955, angl. Nanny)
- Jonův svět (1954, angl. Jon's World)
- Snídaně za úsvitu (1954, angl. Breakfast at Twilight)
- Městečko (1954, angl. Small Town)
- Otcova napodobenina (1954, angl. The Father-Thing)
- Váhavec (1954, angl. The Chromium Fence)
- Autovýr (1955, angl. Autofac)
- Dny Fešandy Pat (1963, angl. The Days of Perky Pat)
- Pohotovost (1963, angl. Stand-By)
- Taková maličkost pro nás tempunauty (1974, angl. A little Something For Us Tempunauts)
- Předlidé (1974, angl. The Pre-Persons)

## Filmové adaptace
- Výplata (2003, Paycheck), americký film podle stejnojmenné povídky, režie John Woo, hrají Ben Affleck, Uma Thurman, Aaron Eckhart, Paul Giamatti, Joe Morton, Colm Feore, Michael C. Hall, Kathryn Morris a další.[1]